# 8967 Calandra
Calandra (asteróide 8967) é um asteróide da cintura principal, a 2,7152179 UA. Possui uma excentricidade de 0,1123428 e um período orbital de 1 954,04 dias (5,35 anos).
Calandra tem uma velocidade orbital média de 17,02993679 km/s e uma inclinação de 9,74542º.
Este asteróide foi descoberto em 13 de Maio de 1971 por Cornelis van Houten, Ingrid van Houten-Groeneveld.